# Dekade (Altägypten)
Der Begriff Dekade bezeichnete im Alten Ägypten die Monatswochen (Dekane), die aus zehn Tagen bestanden. Je Monat gab es drei Wochen und somit drei Dekanbeginndaten; jeweils der 1., 11. und 21. Tag. Das ägyptische Jahr beinhaltete 36 Dekan-Wochen mit 360 Tagen und zusätzlich fünf Tage der Jahreszeit Heriu-renpet.
Die Dekaden sind auch Thema des Nutbuches, das unter anderem die Zustandsbeschreibung der sieben unsichtbaren Dekan-Sterne zum Inhalt hat, die sich siebzig Tage in der Unterwelt aufhalten. Mit jedem heliakischen Aufgang am Anfang einer Dekade war ein Dekadenfest verbunden.
| Auszüge aus der Sethos-Schrift (Zeilen 112 bis 115) | Auszüge aus der PC1/PC1a-Version (Zeilen 112 bis 115) |
| --- | --- |
| 112 Es geschieht, dass ein (Stern) stirbt 112 und ein anderer lebt am Beginn einer Dekade. 113 Das sind die Köpfe der Götter. 114 Das ist nun ihr Aufgangsfest. 115 Der Kopf von einem (Gott) wird nun den anderen gezeigt. | 112 Der Untergang von einem findet statt, 112 und ein anderer geht auf von ihnen alle 10 Tage. 113 Das sind die Aufgänge der Götter. 114 Das heißt: Das Feiern ihres ersten Aufgangs, 114 das man machen wird. Bei ihrem Aufgang im Osten 114 feiert man üblicherweise ein Fest. 115 Der Aufgang von einem Stern unter ihnen, wenn ein anderer untergeht. |